# UBE2D4
UBE2D4 (англ. Ubiquitin conjugating enzyme E2 D4 (putative)) – білок, який кодується однойменним геном, розташованим у людей на 7-й хромосомі. Довжина поліпептидного ланцюга білка становить 147 амінокислот, а молекулярна маса — 16 649.
| 10         |  | 20         |  | 30         |  | 40         |  | 50         |
| ---------- |  | ---------- |  | ---------- |  | ---------- |  | ---------- |
| MALKRIQKEL |  | TDLQRDPPAQ |  | CSAGPVGDDL |  | FHWQATIMGP |  | NDSPYQGGVF |
| FLTIHFPTDY |  | PFKPPKVAFT |  | TKIYHPNINS |  | NGSICLDILR |  | SQWSPALTVS |
| KVLLSICSLL |  | CDPNPDDPLV |  | PEIAHTYKAD |  | REKYNRLARE |  | WTQKYAM    |

A: Аланін

C: Цистеїн

D: Аспарагінова кислота

E: Глутамінова кислота

F: Фенілаланін

G: Гліцин

H: Гістидин

I: Ізолейцин

K: Лізин

L: Лейцин

M: Метіонін

N: Аспарагін

P: Пролін

Q: Глутамін

R: Аргінін

S: Серин

T: Треонін

V: Валін

W: Триптофан

Кодований геном білок за функцією належить до трансфераз. 
Задіяний у такому біологічному процесі, як убіквітинування білків. 
Білок має сайт для зв'язування з АТФ, нуклеотидами. 